# Витка (приток Нысы-Лужицкой)
Витка (пол. Witka, нем. Wittig), в Чехии — Смеда́ (чеш. Smědá) — река в Польше и Чехии, правый приток реки Ныса-Лужицка (Нейсе, бассейн Одры). Длина реки — 51,9 км. Площадь водосборного бассейна — 331 км².
Начинается в Йизерских горах в районе Либерец Либерецкого края Чехии, протекает через Били-Поток, Гейнице, Распенава, Фридлант. По реке проходит небольшой участок польско-чешской границы. Польский участок реки в Нижнесилезском воеводстве вверху, словно бечевой, перехватывает так называемый Турошовский Мешок (пол. Worek Turoszowski) по топониму Турошув (Turoszów, до 1945 года — Тюрхау, нем. Türchau) — с 1972 года район города Богатыня. Также он известен как Житавский Мешок по топониму Житава (пол. Žitawa) — польскому названию немецкого приграничного города Циттау. Узкий и длинный Турошовский (Житавский) Мешок представляет собой крайний юго-западный кусок польской территории, который тянется на 50 км на юг и своим «дном» упирается в пограничный стык, где сходятся германско-польская и польско-чешская границы. На реке Витка у польского села Недув создано водохранилище Недув. Оно используется для охлаждения польской ТЭС «Турув». Впадает в реку Ныса-Лужицка (Нейсе), по которой проходит германско-польская граница, у села Радомежице.
1 июля 1998 года создан памятник природы «Меандры Смеды» (чеш. Meandry Smědé, категория МСОП — III).

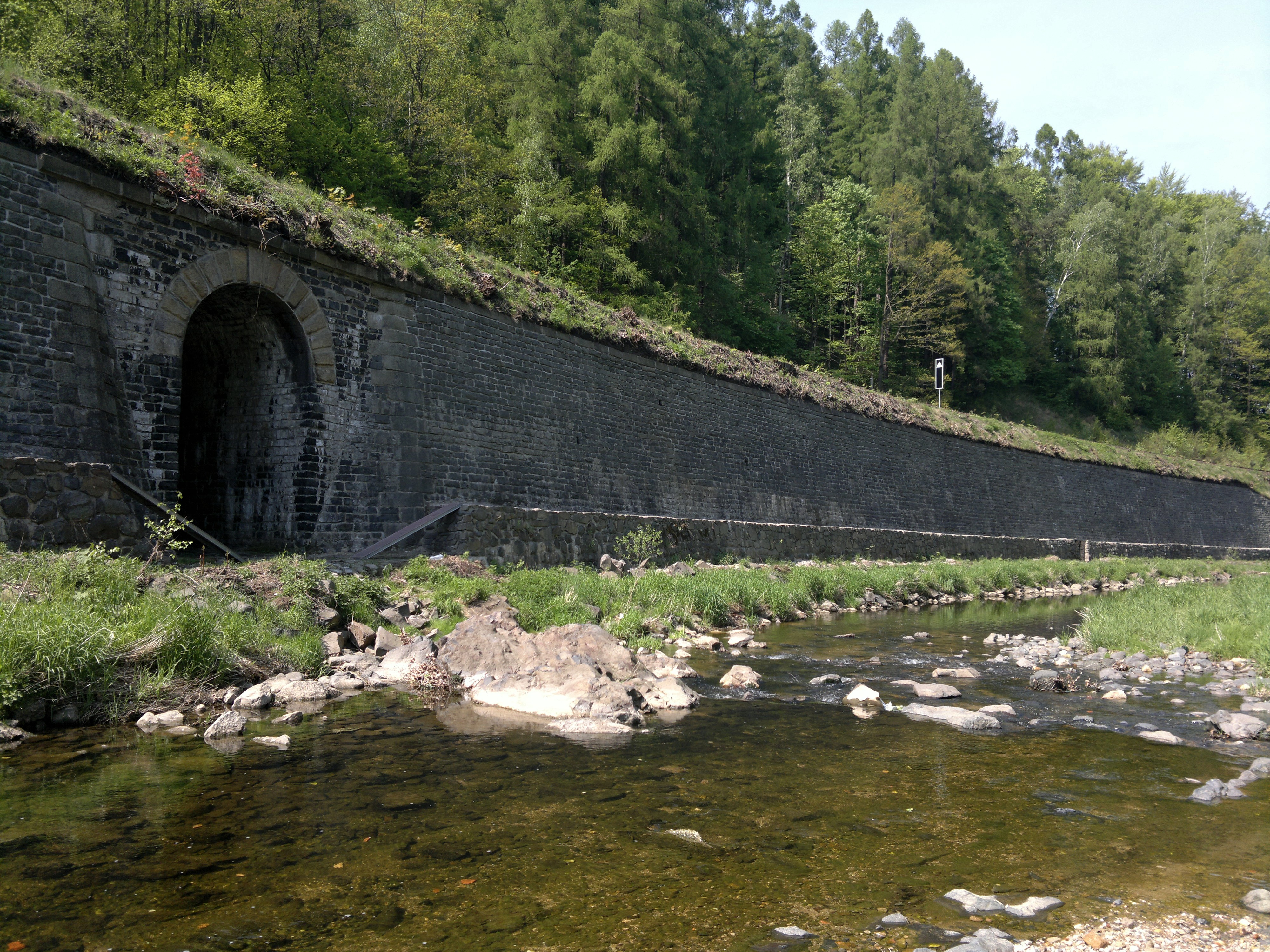
Насыпь у замка Фридланд

На реке Витка часто происходят наводнения. После проливных дождей 1958 года уровень воды в Смеде поднялся и река подмыла насыпь железной дороги Либерец — Завидув, введённой в эксплуатацию в 1875 году и проходящей вдоль левого берега реки. 4 июля 1958 года насыпь не выдержала веса проходящего по участку Распенава — Фридлант пассажирского поезда и локомотив 354.1 рухнул в реку. Погибли машинист, кочегар и мальчик (родственник одного из железнодорожников), находившиеся в локомотиве. Во время спасательных работ был смертельно ранен военнослужащий.
Во время проливных дождей 7 и 8 августа 2010 года произошло катастрофическое наводнение в бассейне Ныса-Лужицка, что привело к огромным убыткам. Уровень Ныса-Лужицка, а также её верхних притоков значительно превысил прежние абсолютные максимальные уровни воды и стоков. Экстремальные стоки на чешской стороне на реке Смеда (Витка), усиленные притоком из водоёмов на польской стороне, привели к прорыву 7 августа земляной плотины водохранилища Недув, что способствовало повышению уровня реки Ныса-Лужицка (Нейсе). Однако, благодаря значительному снижению паводочной волны в зоне наводнения в долине реки Витка ниже водохранилища и поступлению больших масс воды в водохранилище Берцдорфер-Зе, возникшее на немецкой стороне на месте затопленного угольного разреза, тяжесть последствий прорыва плотины на стоки Ныса-Лужицка была в значительной степени снижена. Однако наводнение на Ныса-Лужицка носило экстремальный характер, и, независимо от прорыва плотины на водохранилище Недув, города, расположенные в верней части бассейна и долине реки Ныса-Лужицка (Нейсе) пострадали от наводнения.